# Muellerargia jeffreyana
Muellerargia jeffreyana är en gurkväxtart som beskrevs av Keraudr. Muellerargia jeffreyana ingår i släktet Muellerargia och familjen gurkväxter. Inga underarter finns listade i Catalogue of Life.